# Czerniak (Mrągowo)
Czerniak est un village de Pologne, située dans le gmina de Mrągowo, dans le powiat de Mrągowo, dans la voïvodie de Varmie-Mazurie.

## Source
- (en) Cet article est partiellement ou en totalité issu de l’article de Wikipédia en anglais intitulé « Czerniak, Warmian-Masurian Voivodeship » (voir la liste des auteurs).

1. ↑  (pl) « Państwowy Rejestr Nazw Geograficznych - miejscowości »  [xlsx], sur dane.gov.pl (consulté le 21 février 2025)